# داتامش

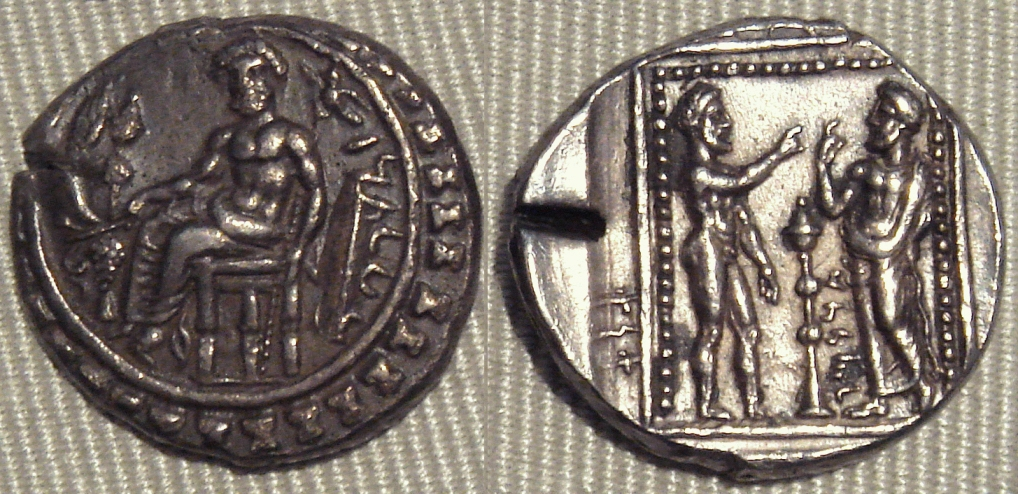
سکه نقره‌ای داتامش

داتامش یا دادمهر یک فرمانده ایرانی بود که از ۳۸۰ پیش از میلاد تا ۳۶۲ پیش از میلاد فرماندار (ساتراپ) هخامنشی در کاپادوکیه یا کیلیکیه بود. او در اصل کاریایی بود و فرزند کامیسارس از مادری پافلاگونیایی بود. پدرش در زمان اردشیر دوم، ساتراپ کیلیکیه بود و منصب بالایی داشت و بدین ترتیب داتامش یکی از محافظان شاه بزرگ شد، او که در جنگ اردشیر دوم با کادوسیان از نظر توانایی جنگی و وفاداری متمایز شد، به جانشینی پدرش (که طی آن جنگ سقوط کرده بود) در فرمانداری استان خود منصوب شد.

## نام
داتامش (Datames) شکل یونانی شده نام ایرانی باستان *Dātama- یا *Dātāma- است، که در Dātamiθra (دادمیترا به معنای"هدیه میترا") یا *Data-ama (به معنای "به او نیرو داده می‌شود") ریشه دارد. این نام در آرامی به صورت Tadanmu وارد شده است.

## افراد
شناخته شده‌ترین کسی که با این نام شناخته شده، داتامش (متولد ۴۰۷ پ.م. یا زودتر- درگذشت ۳۶۲ پ. م) پسر کامیسارس کاریایی است که بر قسمتی از کیلیکیه از اوایل حکومت اردشیر دوم (۴۰۵–۳۵۹ پ. م) و پافلگونیان سکاثیسه (احتمالاً شاهزاده بوده) فرمانروایی می‌کرده است. بیشترین اطلاعات دردسترس دربارهٔ داتامش در گزارش زندگانی داتامش توسط کرنلیوس نپوس یافت شده است.
داتامش فرمانده محافظان شخصی اردشیر دوم بود. داتامش فرزند مردی از اهالی کاریان و زنی از اهالی سیتیان بود. به هنگام جنگ علیه کادوسیان‌ها، خودی نشان داده بود و به همین جهت به آن فرماندهی منصوب شد. حدود سال ۳۷۸ پ. م وی فرماندار مناطقی از کاپادوکیه شده بود، او را مأمور کرده بودند که شورش اوتیس شاه پافلاگونیا را سرکوب کند. اندک اندک وی تبدیل به یکی از نیرومندترین فرمانداران آسیای صغیر شد. فعالیت‌های پرتحرک داتامش رضایت شاه ایران را جلب کرد و به همین خاطر به عنوان پاداش، سپاهیان عظیمی را به سوی وی اعزام داشت. ولی این ترقی سریع داتامش، در به دست آوردن قدرت، حسادت درباریان را برانگیخت، آن‌ها منتظر فرصت بودند تا از وی غیبت و بدگویی کنند. پاندان‌تس خزانه‌دار سلطنتی که از دوستان داتامش بود، طی نامه‌ای به وی هشدار داد که چیزی نمانده است که از سوی درباریان مورد بدگویی قرار گیرد و این در صورتی است که در جنگ شکست بخورد، زیرا عادت شاه بر آن است که پیروزی‌ها را نتیجه کار خود و شکست‌ها را نتیجه کار سردارانش بداند. از آن پس داتامش با احتیاط فراوان عمل می‌کرد و کوشید تا مناطق همجوارش را تحت چیرگی خود درآورد. این مناطق اکثراً متعلق به همان شاهزاده‌های شورشی بود. بدین ترتیب وی به تدریج موفق شد که فرمانروای بسیاری از سرزمین‌های بین توروس و دریای سیاه گردد. داتامش جایگزین فارناباز دوم در لشکرکشی هخامنشیان به مصر شد. در بهار ۳۷۳ پ. م وی آشکارا طوری رفتار کرد که نشان می‌داد پادشاهی مستقل است. سکه‌هایی از آن دوران و به سبک ایرانی که توسط داتامش ضرب شده بودند هنوز در دست است. (به ویژه این سکه‌ها نقش اهورامزدای مجهز به دو بال را دارند)
هنگامی که داتامش علیه شاه طغیان کرد، وی به‌طور آشکار مورد توجه حمایت ساتراپ هلسپونت فریگیه بود که در آن زمان این مقام را آریوبرزن بر عهده داشت. به علاوه ماسول و بعضی دیگر از فرمانداران آسیای صغیر پنهانی به جبهه داتامش آمدند. وادفرداد، ساتراپ لیدی که نسبت به اردشیر وفادار مانده بود، فرمانی دریافت کرد که شورش را سرکوب کند. وی با سپاهیانش به سوی کاپادوکیه حرکت کرد ولی توسط داتامش به عقب رانده شد. آریوبرزن و داتامش سپاه عظیمی فراهم آورده و برای طلب کمک به جانب آتن و اسپارت شتافتند. آگسیلائوس دوم شاه اسپارت که به یک زندگی صلح‌جویانه و آرام عادت نکرده بود، حاضر شد تحت فرماندهی آریوبرزن قرار گیرد به امید اینکه با کمک مالی ساتراپ شورشی، سپاهیان مزدور استخدام کند. آتنی‌ها سی کشتی جنگی و هشت هزار سرباز مزدور فرستادند، این کشتی‌ها و سپاهیان که تحت فرماندهی سردار آتنی تیموتوس قرار داشتند برای کمک به آریوبرزن آمده بودند. ولی به سپاهیان آتنی دستور داده بودند که پیمانهای منعقده با شاه را نقض نکنند! گویی کمک به آریوبرزن اصولاً نقض شرایط قرارداد صلح آنتالکیداس نیست. شورش به سرعت گسترش یافت و حتی به شهرهای فنیقیه هم رسید. وادفرداد که هنوز نسبت به شاه وفادار بود خود را مطلقاً تنها یافت و به این اندیشه افتاد که به جای اجرای یک جنگ خطرناک علیه دشمنان اردشیر، همان بهتر که به جبهه مخالفان او برود. در همان حال یکی از دامادهای اردشیر نیز به جبهه داتامش پیوست. این همان اروند یکم ساتراپ ارمنستان بود. ساتراپ‌های شورشی، شخصی به نام رئومیترس را نزد فرعون مصر تاکوس فرستادند و از وی کمک خواستند. تاکوس پول و کشتی برای شورشیان فرستاد. از طرف دیگر پی‌سیدیانها و لیسیانها نیز از شورشیان علیه شاه بزرگ پشتیبانی کردند.
بدین ترتیب سراسر آسیای صغیر و پاره‌ای از مناطق همجوار آن همگی علیه شاه بزرگ به حالت جنگی درآمدند. ولی هدف اصلی هر یک حفظ منافع شخصی بود و هر کدام آماده بودند تا به متحدان خود خیانت کرده وارد مذاکره با شاه ایران شوند. آن‌ها به یکدیگر اعتمادی نداشتند. یرواند یکم در سال ۳۶۳ پ. م به جبهه اردشیر رفت در حالی که قرار بود به سوریه برود و بدین سان به سربازان مزدوری که در خدمتش بودند، خیانت کرد. پس از او، وادفرداد نیز به او پیوست. سرانجام در سال ۳۶۰ پ. م مهرداد فرزند آریوبرزن نیز به پدر خیانت کرد و او را کشت. سیاستمداران دربار شاه نیز از آن سو موفق شدند سپاهیان داتامش را علیه او بشورانند.

### اشخاص دیگر
اشخاص دیگری نیز بودند که اسم *Dātama یا Datámās داشتند. یکی از آن‌ها رهبر کادوسیان‌ در حمله به دژ گاداتاس تحت رهبری کوروش بزرگ (۵۵۹–۵۲۹ پ. م) بود، که در نزدیکی بابل کشته شد. Datámās دیگر، میریاچ (رهبر ۱۰ هزار سواره نظام پارسی) بود که در رژه پیروزمندانه کوروش شرکت کرده بود. یک *Dātama (ایلامی Da-(ad/ud-)da-ma))، مقام رسمی در زمان داریوش اول (۵۲۲–۴۸۶ پ. م) بود که عملکردش نامشخص است، نام این شخص در لوح‌های  پرسپولیس چندین بار آمده است و احتمالاً شخص دیگری که صاحب مهر پوسپولیتن شماره ۲۰ (احتمالاً از دوران حکومت خشایارشا اول تا اردشیر اول بوده) که مربوط به کتیبه آرامی تکه‌تکه شده «مهر dtm» است. داتامش، یکی از شاهان کاپادوکیه که در شجره نامه مرتبط با خاندان کوروش بزرگ لیست شده است، گفته می‌شود که پسر آنافاس، یکی از «۷ پارسی» بوده و او را به تخت پادشاهی نشانده است. او همچنین به عنوان پدر آریا (رَ) منش شناسایی شده است. این داتامش به عنوان جنگجوی شجاع و کشته شده در جنگ ستایش شده است. در آخر، داتامش پارسی وجود داشته که فرمانده ناوگان ۱۰ کشتی که به سمت کیکلدش در ۳۳۴/۳۳۳ پ. م حرکت کرده‌اند، در عهد فرمانروایی داریوش سوم (۳۳۶–۳۳۰پ. م) می‌زیسته است. در حالی که ناوگان در نزدیکی سیفنوس لنگر انداخته بود، او بوسیله پرتیس مقدونی مورد حمله قرار گرفت و هشت کشتی او به دست پرتیس افتاد. داتامش توسط بدنه اصلی ناوگان پارسی فرار کرد.